# Procédure d'adhésion de la Moldavie à l'Union européenne
La Moldavie dépose sa candidature d'adhésion à l'Union européenne le 3 mars 2022, le même jour que la Géorgie et trois jours après l'Ukraine. Cette candidature est annoncée par Maia Sandu, la présidente du pays.
Le 23 juin 2022, le statut de candidat à l'adhésion est accordé par l'UE. L'ouverture des négociations intervient le 14 décembre 2023.

## Historique

### Contexte

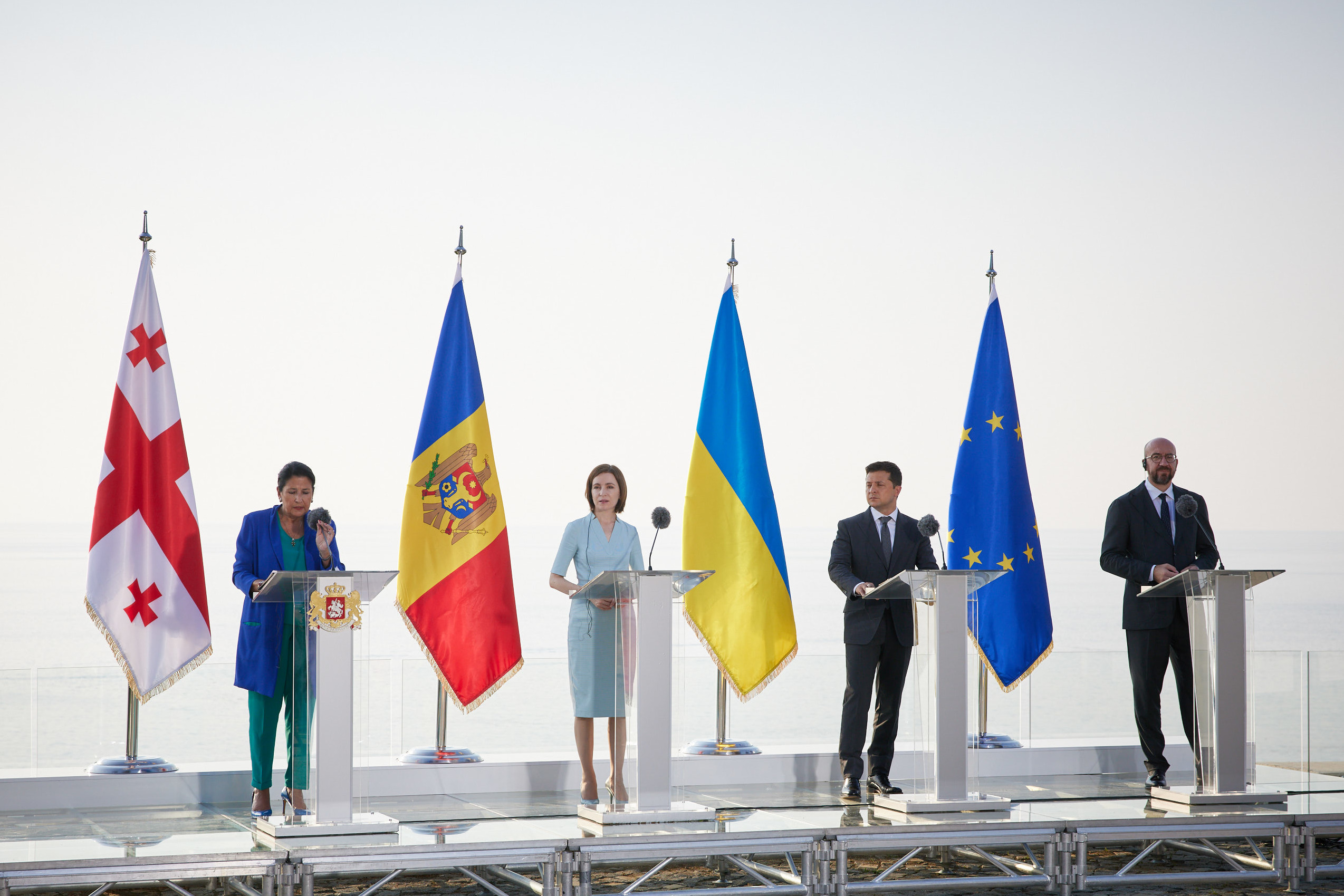
La présidente georgienne Salome Zourabichvili, la présidente moldave Maia Sandu, le président ukrainien Volodymyr Zelensky et le président du Conseil européen Charles Michel lors de la conférence de Batumi en 2021.

Dans le contexte de l'invasion de l'Ukraine par la Russie, les États membres du Trio Associé ont évoqué leur réflexion sur une candidature d'adhésion à l'Union européenne. Après la demande du président ukrainien Volodymyr Zelensky de rejoindre l'UE le 28 février 2022, la Géorgie et la Moldavie ont officiellement déposé leurs candidatures le 3 mars 2022.
Le 17 juin 2022, la Commission européenne recommande d’accorder à la Moldavie le statut de candidat à l’UE, a annoncé la présidente de la Commission européenne, Ursula von der Leyen, lors d’une conférence de presse,.
Le 23 juin 2022, les Vingt-sept pays de l'UE accordent à l'unanimité le statut de candidat à la Moldavie et à l'Ukraine par la même occasion,,. Charles Michel, le président du Conseil européen, évoque un « moment historique » alors que Ursula von der Leyen annonce que « c’est un bon jour pour l’Europe ».
Le 22 février 2023, la Russie, qui ne cesse d'accuser la Moldavie de persécuter les russophones, réagit en abrogeant son décret de 2012 exprimant la volonté du Kremlin de « trouver une solution légale pour la Transnistrie en respectant l'intégrité territoriale de la Moldavie » : cette abrogation peut permettre à la Russie, qui possède des troupes dans la région, de reconnaître officiellement la sécession transnistrienne, comme elle l'a déjà fait en 2008 avec l'Abkhazie ou l'Ossétie du Sud en Géorgie.
Le 22 mars 2024, le parlement moldave vote une déclaration d'intention à l'adhésion à l'Union européenne, l'opposition russophile a boycotté le vote.

### Chronologie
| Date             | Évènement |
| ---------------- | --- |
| 28 avril 2014    | Libéralisation des visas pour l'accès des Moldaves à l'Union européenne.                                         |
| 27 juin 2014     | Signature d'un accord d'association entre la Moldavie et l'Union européenne.                                     |
| 1er juillet 2016 | Entrée en vigueur de l'accord d'association.                                                                     |
| 3 mars 2022      | Candidature à l'adhésion à l'Union déposée.                                                                      |
| 11 avril 2022    | L'Union envoie le questionnaire relatif à l'adhésion à la Moldavie.                                              |
| 22 avril 2022    | Envoi de la première partie des réponses au questionnaire.                                                       |
| 12 mai 2022      | Envoi de la deuxième partie des réponses au questionnaire.                                                       |
| 17 juin 2022     | La Commission européenne recommande l'octroi du statut de pays candidat à la Moldavie.                           |
| 23 juin 2022     | Le Conseil européen octroie le statut de candidat officiel à la Moldavie et à l'Ukraine.                         |
| 14 décembre 2023 | Le Conseil européen décide de l'ouverture des négociations d'adhésion pour la Moldavie.                          |
| 25 juin 2024     | Début du processus de l'examen analytique.                                                                       |
| 20 octobre 2024  | Référendum en Moldavie pour l'inscription dans la Constitution de l'objectif de l'adhésion à l'Union européenne. |

### Référendum constitutionnel pro-européen
Sur l'initiative de la présidente de la république de Moldavie, Maia Sandu, un référendum sur l'inscription dans la constitution de l'objectif d'adhésion du pays à l'Union européenne est organisé le 20 octobre 2024, le même jour que le premier tour de l'élection présidentielle,.
Dans un contexte de fraude électorale de la part de la Russie, notamment par l'achat en faveur du « non » de près d'un dixième des suffrages, une très faible majorité de Moldaves vote en faveur de ce changement (50,35 % de "oui") ; la majorité absolue ainsi que le quorum de participation requis sont cependant atteint (50,65 % des inscrits pour un minimum requis de 33,33 %), permettant ainsi à la modification constitutionnelle d'entrer en vigueur.

## État des négociations
Le 5 octobre 2023, le Parlement européen approuve une résolution appelant au lancement des négociations d'adhésion entre la Moldavie et l'Union européenne d'ici la fin de l'année. Le 14 décembre 2023, à l'occasion d'un sommet européen, tous les pays de l'UE —  à l'exception de la Hongrie qui s'abstient — votent en faveur de l'ouverture des négociations d’adhésion de la Moldavie et de l'Ukraine,. La présidente moldave Maia Sandu réagi à cette décision en écrivant que « c’est une victoire pour nous tous » et une nouvelle page de l'histoire de la Moldavie. Le 25 juin 2024, les négociations débutent, en même temps que celles concernant l'Ukraine.

### Acquis communautaire
| Chapitres de l'acquis                                               | Évaluation initiale de la Commission | Début de l'examen analytique | Fin de l'examen analytique | Ouverture du chapitre | Clôture du chapitre |
| ------------------------------------------------------------------- | ------------------------------------ | ---------------------------- | -------------------------- | --------------------- | ------------------- |
| 1. Libre circulation des biens                                      | Efforts considérables nécessaires    | 18 février 2025              | 21 février 2025            | –                     | –                   |
| 2. Libre circulation des travailleurs                               | Très difficile à adopter             | 3 décembre 2024              | 3 décembre 2024            | –                     | –                   |
| 3. Droit d’établissement et libre prestation de services            | Efforts considérables nécessaires    | 5 décembre 2024              | 6 décembre 2024            | –                     | –                   |
| 4. Libre circulation des capitaux                                   | Efforts approfondis nécessaires      | 16 décembre 2024             | 16 décembre 2024           | –                     | –                   |
| 5. Marchés publics                                                  | Efforts considérables nécessaires    | 9 juillet 2024               | 11 juillet 2024            | –                     | –                   |
| 6. Droit des sociétés                                               | Efforts considérables nécessaires    | 20 mars 2025                 | 20 mars 2025               | –                     | –                   |
| 7. Droits de propriété intellectuelle                               | Efforts considérables nécessaires    | 17 décembre 2024             | 18 décembre 2024           | –                     | –                   |
| 8. Politique de la concurrence                                      | Efforts considérables nécessaires    | 20 janvier 2025              | 22 janvier 2025            | –                     | –                   |
| 9. Services financiers                                              | Efforts considérables nécessaires    | 3 février 2025               | 4 février 2025             | –                     | –                   |
| 10. Société de l'information et médias                              | Efforts considérables nécessaires    | 27 mars 2025                 | 28 mars 2025               | –                     | –                   |
| 11. Agriculture et développement rural                              | Très difficile à adopter             | –                            | –                          | –                     | –                   |
| 12. Sécurité alimentaire, politique vétérinaire et phytosanitaire   | Efforts considérables nécessaires    | –                            | –                          | –                     | –                   |
| 13. Pêche                                                           | Très difficile à adopter             | 2 juin 2025                  | 3 juin 2025                | –                     | –                   |
| 14. Politique des transports                                        | Efforts considérables nécessaires    | 10 juin 2025                 | 13 juin 2025               | –                     | –                   |
| 15. Énergie                                                         | Efforts approfondis nécessaires      | 10 juillet 2025              | 11 juillet 2025            | –                     | –                   |
| 16. Fiscalité                                                       | Efforts considérables nécessaires    | 15 mai 2025                  | 16 mai 2025                | –                     | –                   |
| 17. Politique économique et monétaire                               | Efforts considérables nécessaires    | 21 mai 2025                  | 21 mai 2025                | –                     | –                   |
| 18. Statistiques                                                    | Efforts considérables nécessaires    | 13 novembre 2024             | 14 novembre 2024           | –                     | –                   |
| 19. Politique sociale et emploi                                     | Efforts considérables nécessaires    | 3 avril 2025                 | 4 avril 2025               | –                     | –                   |
| 20. Politique d'entreprise et politique industrielle                | Efforts considérables nécessaires    | 22 mai 2025                  | 23 mai 2025                | –                     | –                   |
| 21. Réseaux transeuropéens                                          | Efforts considérables nécessaires    | 10 juin 2025                 | 13 juin 2025               | –                     | –                   |
| 22. Politique régionale et coordination des instruments structurels | Très difficile à adopter             | –                            | –                          | –                     | –                   |
| 23. Appareil judiciaire et droits fondamentaux                      | Efforts considérables nécessaires    | 15 octobre 2024              | 17 octobre 2024            | –                     | –                   |
| 24. Justice, liberté et sécurité                                    | Efforts considérables nécessaires    | 23 septembre 2024            | 26 septembre 2024          | –                     | –                   |
| 25. Science et recherche                                            | Efforts approfondis nécessaires      | 12 mai 2025                  | 12 mai 2025                | –                     | –                   |
| 26. Éducation et culture                                            | Efforts considérables nécessaires    | 13 mai 2025                  | 13 mai 2025                | –                     | –                   |
| 27. Environnement                                                   | Très difficile à adopter             | 30 juin 2025                 | 4 juillet 2025             | –                     | –                   |
| 28. Protection des consommateurs et de la santé                     | Efforts considérables nécessaires    | 17 mars 2025                 | 19 mars 2025               | –                     | –                   |
| 29. Union douanière                                                 | Efforts approfondis nécessaires      | 7 avril 2025                 | 8 avril 2025               | –                     | –                   |
| 30. Relations extérieures                                           | Efforts approfondis nécessaires      | 5 février 2025               | 5 février 2025             | –                     | –                   |
| 31. Politique étrangère, de sécurité et de défense                  | Aucune difficulté majeure attendue   | 21 mars 2025                 | 21 mars 2025               | –                     | –                   |
| 32. Contrôle financier                                              | Très difficile à adopter             | 14 octobre 2024              | 14 octobre 2024            | –                     | –                   |
| 33. Dispositions financières et budgétaires                         | Très difficile à adopter             | –                            | –                          | –                     | –                   |
| 34. Institutions                                                    | Rien à adopter                       | –                            | –                          | –                     | –                   |
| 35. Autres                                                          | Rien à adopter                       | –                            | –                          | –                     | –                   |
| Progression                                                         |                                      | 29 sur 33                    | 29 sur 33                  | 0 sur 33              | 0 sur 35            |